# Otto Alfred Schomburgk
Otto Alfred Schomburgk, född 1810 i Freyburg, död 1857 i Sydaustralien, var en tysk naturforskare. Han var bror till Robert Hermann och Moritz Richard Schomburgk.
Schomburgk utgav brodern Roberts berättelser till Geografiska sällskapet i London under titeln Reisen in Guyana und am Orinoko 1835–39.